# بلدة كيرسلي (ميشيغان)
كيرسلي (بالإنجليزية: Kearsley Township, Michigan)‏ هي بلدة تقع في مقاطعة جينيسي (ميشيغان) بولاية ميشيغان في الولايات المتحدة. تبلغ مساحتها (كم²)، وترتفع عن سطح البحر م، بلغ عدد سكانها نسمة في عام حسب إحصاء مكتب تعداد الولايات المتحدة .

## وصلات خارجية
- The US50 - Cities and Towns in Michigan State
- Michigan Cities and Towns, Facts, Map, Flag, Colleges, Government, and More